# Algebra topologiczna
Algebra topologiczna – przestrzeń liniowo-topologiczna z dodatkowym działaniem, nazywanym najczęściej mnożeniem, wraz z którym jest ona algebrą oraz działanie to jest ciągłe względem oryginalnej topologii. Niektórzy autorzy zakładają dodatkowo, że wyjściowa topologia musi spełniać warunek T1.
Do typowych przykładów algebr topologicznych należą algebry Banacha (jak, na przykład, C*-algebry, algebry von Neumanna czy ogólniej algebry unormowane). Założenie ciągłości mnożenia jest stosunkowo silne – w przeciwieństwie do rzeczywistych czy zespolonych przestrzeni liniowych, w których zawsze można wprowadzić normę – istnieją algebry, które nie są topologizowalne, tzn. takie w których nie istnieje topologia typu T1 względem której wszystkie działania algebry są ciągłe.
Gdy X jest nieskończenie wymiarową przestrzenią Banacha, to rodzina wszystkich opereratorów liniowych i ograniczonych na X z mocną topologią operatorową (tzw. SOT) bądź ze słabą topologią operatorową (tzw. WOT) nie jest algebrą topologiczną (mnożenie – w tym wypadku działanie składania operatorów – nie jest ciągłe).